# Manoa Vosawai
Ratu Manoa Seru Vosawai (Suva, 12 agosto 1983) è un ex rugbista a 15 figiano naturalizzato italiano, Paese che rappresentò 17 volte tra il 2007 e il 2014 partecipando ad una edizione della Coppa del Mondo; fu terza centro, tra le altre, di Parma e Benetton.

## Biografia
Nato a Suva, capitale di Figi, fu capitano della selezione Under-21 del suo Paese d'origine prima di giungere in Italia al Parma, squadra nella quale divenne equiparato italiano nel 2007 e di cui fu nominato capitano nel 2009.
Con la squadra emiliana vinse nel 2005-06 la Coppa Italia e, una volta equiparato, e l'allora C.T. della nazionale italiana Pierre Berbizier lo convocò per i test di preparazione della Coppa del Mondo di rugby 2007 in Francia, manifestazione tra i cui convocati Vosawai rientrò e nella quale scese in campo in tre incontri: per circa due anni e mezzo l'ultimo impegno internazionale di Wosawai fu quello alla Coppa del Mondo, finché il nuovo selezionatore Nick Mallett lo convocò per il Sei Nazioni 2010.
A livello di club, vanta un'ulteriore Coppa Italia e una Supercoppa nazionale, entrambe nel 2008.
Nel 2010 fu ingaggiato dal Benetton che proprio in quella stagione esordiva in Celtic League.
Nel corso del Sei Nazioni 2012 anche il nuovo selezionatore azzurro Jacques Brunel convocò Vosawai, per l'incontro finale di torneo contro la Scozia, chiamandolo poi nel terzo test match autunnale 2012, quello con l'Australia a Firenze, e facendolo scendere in campo nel secondo tempo del medesimo incontro.
Nel 2014 Vosawai, che in tale anno disputò il suo ultimo incontro internazionale a Tokyo contro lo stesso avversario dell'esordio, il Giappone, si unì ai gallesi del Cardiff Rugby, in Pro12 e, dopo due stagioni, fu in Francia al Vannes in seconda divisione.
Dopo quattro stagioni in Francia Vosawai annunciò il suo ritiro dalle competizioni a fine aprile 2020.

## Palmarès
- Coppe Italia: 2
Parma: 2005-06, 2007-08
- Supercoppe d'Italia: 2
Parma: 2008